# Zâmbreasca
Zâmbreasca là một xã thuộc hạt Teleorman, România. Dân số thời điểm năm 2002 là 1928 người.